# 舞鶴市立東図書館
舞鶴市立東図書館（まいづるしりつひがしとしょかん）は、舞鶴市字溝尻（東舞鶴）にある公共図書館。舞鶴市立図書館のうちの一館。

## 概要
東舞鶴市街地の北東、府道21号線松島橋の南側にあり、舞鶴東港の最奥部に位置する。海洋・港湾に関する資料などを集めた海洋資料室が設置されており、西舞鶴にある海上保安庁第八管区海上保安本部が、世界水路の日（6月21日）や水路記念日（9月21日）に合わせて、企画展示などを行うことがある。
2021年（令和3年）6月に、市が「本館を一つにすることが望ましい」と統合を考えることが、市議会6月の定例会で明らかになった。

### 館内
建物は1階建てで、自動ドア、点字ブロック、身障者用トイレ、車いす用スロープが設置されており、バリアフリーに対応している。
- 図書館コーナー（一般・児童）
- 読書コーナー
- 視聴覚コーナー
- 海洋資料室
- 対面朗読室
- 研修室
- 書庫

### 開館時間
- 平日（金曜は除く）：午前10時〜午後6時[6]
- 金曜日：午前9時30分〜午後7時[6]
- 土曜・日曜：午前10時〜午後6時[6]

### 休館日
- 木曜日、祝日（土曜、日曜は除く）、図書整理日（12月を除く、各月の最終火曜日）、年末年始、特別整理期間[6]

### アクセス
建物の東側に来館者用の駐車場がある。
- 京都交通バス市場循環線、高浜線、田井・野原線、三浜線、朝来循環線「松島」下車、徒歩3分

## 分館
2つの分館が設置されている。

### 中分館
中舞鶴にある中央公民館（中総合会館）1階に設置されている。舞鶴市立図書館の中では最も開館日が多い。2010年度の年間入館者は4,765人、年間貸出冊数は11,863冊。
- 開館時間：午前9時〜午後10時[7]
- 休館日：第4月曜日、年末年始（12月29日〜１月3日）[7]

### 南分館
東舞鶴駅南側の南公民館に設置されている。2010年度の年間入館者は3,632人、年間貸出冊数は9,097冊。
- 開館時間：午前9時〜午後10時[8]
- 休館日：月曜日（祝日の場合は開館）、年末年始（12月29日〜1月3日） [8]

## 沿革
- 1946年（昭和21年）9月 - 舞鶴市立東図書館として設置、西舞鶴の舞鶴図書館を舞鶴市立西図書館と改称[2]
- 1980年（昭和55年）4月 - 南分館を設置[2]
- 1989年（平成元年）4月 - 建物を新築[2]
- 1991年（平成3年）3月 - 電算システムを導入[2]
- 2003年（平成13年）3月 - 中分館を設置[2]
- 2003年（平成15年）6月 - インターネット予約サービスを開始[2]
- 2011年（平成23年）9月22日〜9月27日 - 海洋資料室で第140回水路記念日を記念して歴史的海図等の公開を実施[9]
- 2013年（平成25年）6月20日〜6月20日 - 海洋資料室で「世界水路の日」記念企画展を開催[10]

## としょかんでおみせやさん
東図書館と図書館ボランティアが協力して運営するもので、子供たちが図書館内で通用する金券を使って、図書館が所蔵する工作の本に載っている品物（作品）を買うという催しである。単なるお楽しみ会にするのではなく、売っている品物が自作できることを伝え、関連する図書の貸し出しにつなげる、という取り組みである。